# Корвети типу «Вісбю»
Корвети типу «Ві́сбю» (швед. Korvett typ Visby, англ. Visby-class corvette) — тип сучасних багатоцільових корветів ВМС Швеції. Вважаються першим у світі проектом бойового корабля, побудованого за технологією «стелс», через що отримали широке визнання. Головний корабель проекту HMS Visby був спущений на воду 8 червня 2000 року.

## Концепція

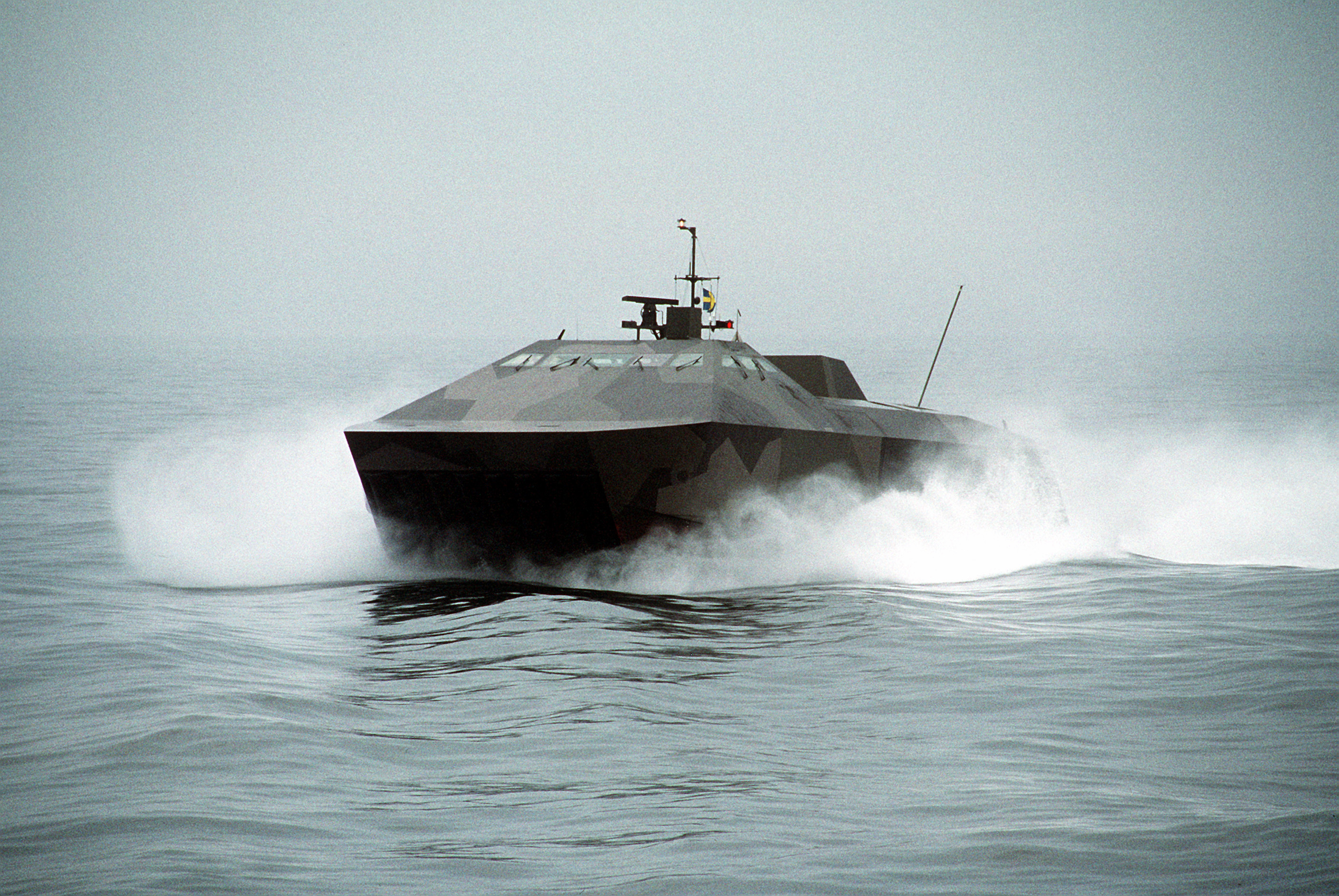
Дослідний корабель «Smyge»

З 1958 року у Шведському Королівському Флоті започаткована концепція «малого флоту», який має складатися з швидкохідних торпедних катерів, тральщиків і підводних човнів. На думку шведського командування такий флот найкраще відповідав його «зоні відповідальності», яка обмежувалася мілководним Балтійським морем з порізаною шхерами і фіордами береговою смугою. Згідно з цією концепцією було реалізовано декілька вдалих проектів бойових катерів і малотоннажних суден. До початку 1980-х років, коли зі складу шведського флоту були виведені останні великі бойові кораблі, перед командуванням ВМС Швеції постало питання про їх заміну малими багатоцільовими кораблями, які могли б нести протичовнову і ракетну ударну зброю.
У 1987 році була ініційована програма будівництва дослідного скегового корабля на повітряній подушці для відпрацювання інженерних рішень та оцінки можливості реалізації концепції стелс-технології на невеликих надводних кораблях. Дослідний корабель «Smyge», незважаючи на малий тоннаж (140 тон), був озброєний 40-мм гарматою, а також протикорабельними ракетами і торпедами. При його проектуванні і будівництві був отриманий цінний досвід, а також відпрацьовано низку важливих конструкторських рішень (зброя, прихована в корпусі, використання водометів як рушіїв, застосування нових радіопоглинаючих конструкційних матеріалів, принципово нова корабельна архітектура), які в майбутньому були втілені в проекті корвета типу «Вісбю».

## Історія проектування і будівництва
Проектні роботи по новому корвету були розпочаті за двома різними напрямками: YSM (швед. Ytstridsfartyg Mindre) — «малий бойовий корабель» і YSS (швед. Ytstridsfartyg Större) — «великий бойовий корабель». Але пізніше через бюджетні обмеження було прийнято рішення продовжувати проектні роботи тільки по одному напрямку. В результаті цих робіт компанією Kockums за сприяння Королівського флоту, Відділу матеріального постачання Міністерства оборони і Королівського технологічного інституту був розроблений корвет проекту YS2000 (швед. Ytstridsfartyg 2000). Він призначався для виконання широкого кола завдань: ведення бойових дій проти надводних кораблів та берегових цілей, пошуку і знищення підводних човнів, тралення і постановки мінних загороджень, розвідки і патрульних операцій, як в шведських, так і міжнародних водах.
Контракт на будівництво перших двох корветів типу був підписаний 17 жовтня 1995 року, другу пару замовили 17 грудня 1996-го, третю — в серпні 1999 року. Але через те, що вартість шести кораблів виявилася завеликою і передбачувані витрати перевищували раніше обумовлений кошторис, від будівництва шостого корвета серії було вирішено відмовитися і контракт на його будівництво був скасований 9 жовтня 2001 року. Вартість програми будівництва п'яти корветів склала близько 0,9 млрд. $.
Головний корабель серії, HMS «Visby», був закладений на верфі компанії Kockums у Карлскруні 17 лютого 1996 року. Побудовані чи будуються:
| Бортовий № | Назва                            | Дата закладки  | Спущений на воду | Експлуатація з | Примітки              |
| ---------- | -------------------------------- | -------------- | ---------------- | -------------- | --------------------- |
| K 31       | Вісбю (швед. Visby)              | 17 лютого 1996 | 8 червня 2000    | 17 грудня 2012 | У складі 4-ї флотилії |
| K 32       | Хельсінгборг (швед. Helsingborg) | червень 1997   | 27 червня 2003   | 16 грудня 2009 | У складі 3-ї флотилії |
| K 33       | Хернесанд (швед. Härnösand)      | грудень 1997   | 16 грудня 2004   | 16 грудня 2009 | У складі 3-ї флотилії |
| K 34       | Нючепінг (швед. Nyköping)        | червень 1998   | 18 серпня 2005   | 17 грудня 2012 | У складі 3-ї флотилії |
| K 35       | Карлстад (швед. Karlstad)        | грудень 1999   | 24 серпня 2006   |                |                       |

4 вересня 2012 а ВМС Швеції отримали після модернізації головний корвет класу «Вісбю», модернізований до рівня «Версія.5» (V.5). У 2012 у Агентство з матеріального забезпечення планувало передати ВМС Швеції перший і четвертий корвети серії — «Вісбю» і «Нючепінг», модернізовані до рівня «Версія.5». Решту корветів до кінця 2014 року також планують модернізувати до «Версії.5».

## Конструкція

### Корпус і надбудова

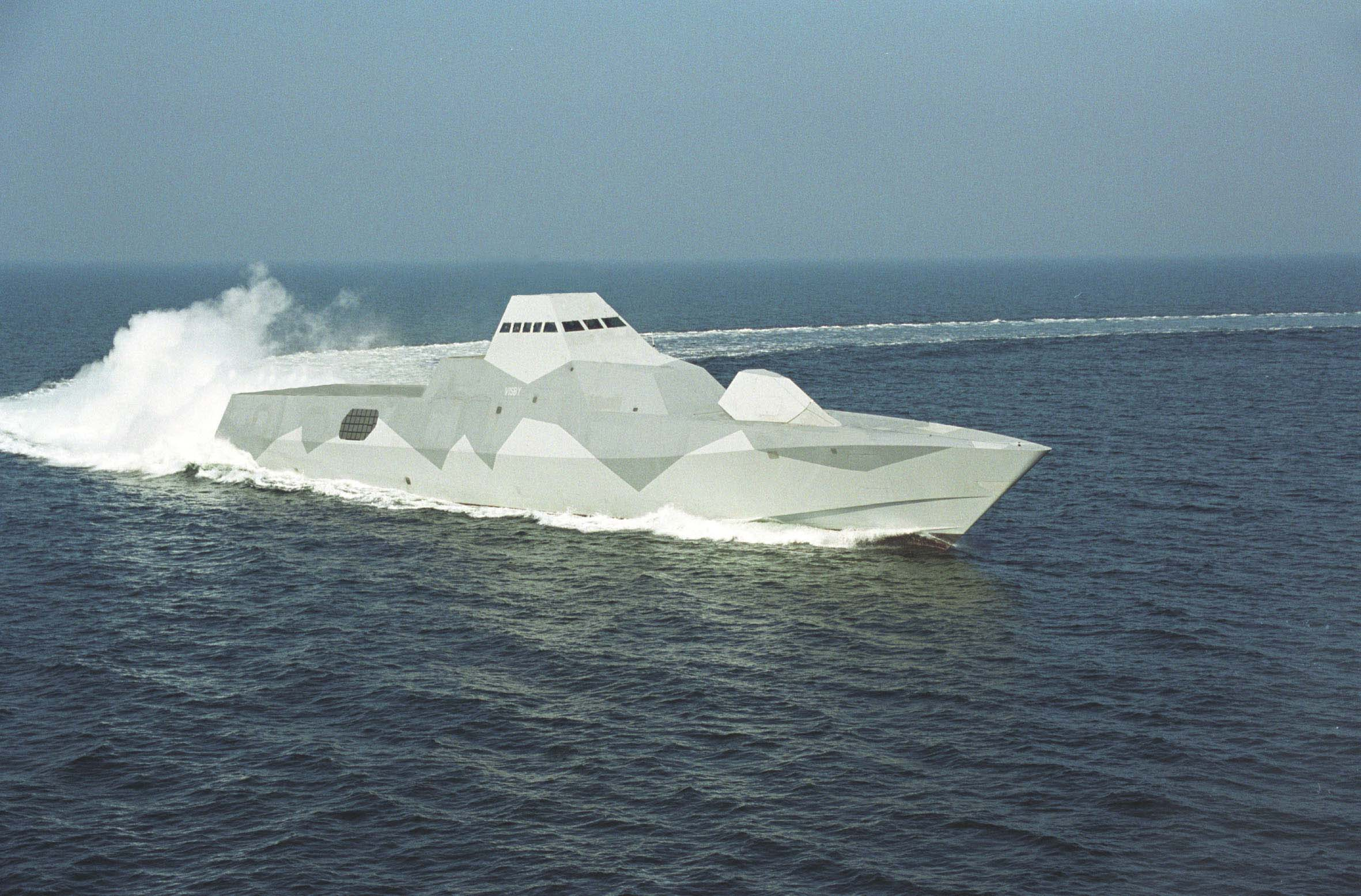

Силует корабля являє собою моноблок з інтегрованою надбудовою, розташованою в районі міделю. У носовій частині розташована 57-мм гарматна баштова установка і два 127-мм реактивні бомбомети, що опускаються в подпалубний простір. За надбудовою знаходиться вертолітний майданчик, який займає близько 35 % довжини корпусу.
Корпус корвета виконаний з композитного пластика — полівінілхлоридного ядра з покриттям на основі вуглецевих джгутів, кожен з яких складається з декількох тисяч окремих ниток. Крім поглинання радіовипромінювань РЛС, вуглецеві джгути забезпечують їх «розпорошення», що сприяє зниженню рівня вторинного радіолокаційного поля корабля. Надводна частина корпусу виконана як комбінація великих плоских поверхонь, розташованих під різними кутами, що також сприяє відбиттю радіолокаційних хвиль. Застосування в конструкції корпусу нового конструкційного матеріалу дозволило значно знизити складову ваги корпусу в загальному тоннажі. За заявами розробників, корпус «Вісбю» на 50 % легший, ніж корпус аналогічних розмірів, виконаний з традиційних матеріалів. Усі основні системи зброї, а також швартові пристрої розташовані в корпусі корабля за спеціальними герметичними покриттями, виконаними врівень з корпусними конструкціями, за винятком артилерійської установки, башта якої виконана з радіопоглинаючого матеріалу.
Обводи корпусу виконані за типом «глибоке V», що забезпечує кораблю добру керованість і більш високі граничні швидкості при хитавиці, ніж у круглоскулих кораблів, а також знижує гідродинамічне поле. Для боротьби з ходовим диферентом корабля на високих швидкостях, що викликає збільшення опору руху, на корветі типу «Вісбю» в кормі встановлена керована транцева плита. Транцевій плиті може бути надано певний кут атаки, найбільш оптимальний для кожної швидкості ходу. Це технічне рішення дозволяє знизити витрати пального на 4-6 %.
Для забезпечення непотоплюваності корпус корабля розділений водонепроникними перегородками на вісім відсіків. Міжпалубні відстані обрані з розрахунку оптимального розміщення і використання технічних засобів, озброєння та умов населеності екіпажу.
В носовій частині корпусу, у 1-3-му відсіках, розміщені каюти і кубрики особового складу, санітарно-гігієнічні приміщення, відділення підрулюючих пристроїв, носовий дизель-генератор, відділення гідроакустичної станції (ГАС) і швартовне обладнання. У 4-му відсіку на другій палубі знаходяться їдальня матросів і кают-компанія офіцерського і старшинського складу, яка за бойовим розкладом використовується як пост медичної допомоги та лазарет. У цьому ж відсіку розташований камбуз, поєднаний з провізійною коморою. У трюмі — головний командний пост.
Друга палуба 5-го відсіку є так званою «палубою зброї». На ній вмонтовуються пускові установки ударної ракетної зброї або зберігаються технічні засоби, призначені для виявлення, класифікації та знищення морських мін. Також тут може розміщуватись рейдовий катер. У трюмі відсіку знаходиться пост дистанційного керування головною енергетичною установкою (ПДУ ГЕУ), агрегатна, цистерна вертолітного палива, відокремлена від решти приміщень кофердама, відділення насоса вертолітного палива. У кормових відсіках нижче палуби перебірок (друга палуба) розміщені машинні відділення та відділення водометів.
На верхній палубі корабля знаходяться торпедні апарати, коридори газоходів, шахти прийому повітря для газових турбін. Позаду надбудови зарезервовано місце для вертолітного ангара або пускових установок зенітних ракет. У кормі знаходяться підйомно-опускні пристрої пасивної ГАС з ГПБА і активної ГАС, а також швартове обладнання.
Зона, в якій корвет здатний виявити і знищити противника, але сам, завдяки низьким сигнатурам своїх фізичних полів, залишається «невидимим», визначається як «зона переваги»: дистанція виявлення корабля радарами противника становить без використання перешкод 13 км при хвилюванні моря в 3-4 бали і 22 км при штилі.
Корабель має хороші показники остійності — кут заходу діаграми статичної остійності при стандартній водотоннажності — не менше 70°, початкова поперечна метацентрична висота при стандартній водотоннажності— не менше ніж 1,9 м.

### Енергетична установка

#### Головна енергетична установка
Як головна енергетична установка корабля (ГЕУ) обрана комбінована дизель-газотурбінна установка розробки компанії Vericor Power Systems. Маршова установка, що працює в режимі економічного ходу (15 вуз.) складається з двох дизелів MTU 16V 2000 N90 німецької компанії Motorenund Turbinen-Union GmbH сумарною потужністю 2600 кВт. Дизелі мають шумоізоляцію та амортизацію для зниження ризику виявлення підводними човнами противника.
Форсажна установка ГЕУ, призначена для роботи на режимах великих ходів, аж до максимального, складається з чотирьох газових турбін TF 50A розробки компанії Vericor Power Systems спільно з Honeywell Engines and Systems сумарною потужністю 16 000 кВт. На один вал через редуктор Cincinnati MA-107 SBS працюють по дві турбіни. Як газові турбіни, так і дизельні двигуни мають дуже компактні габаритні розміри і вагу, відповідно 1395×890×1040 мм, 710 кг і 2920×1400×1290 мм, 4170 кг. Вихлопні гази від ГЕУ виводяться в кормовій частині корпусу над самою поверхнею води через газоходи. Це дозволило знизити теплове поле корабля.

#### Рушії і подрулюючі пристрої
Як рушії корабля використовуються два водомети KaMeWa 125 SII з семилопатними імпелерами (гвинтами) з шаблевидними лопатями. Використання водометів замість традиційних гребних гвинтів знижує рівень підводного шуму і магнітного поля, зменшує габаритну осадку і підвищує маневреність.
Для управління кораблем по курсу, крім поворотних насадок безпосередньо на водометах, в кормовій частині корпусу розташовані два стерна. Ці рулі можуть також використовуватися для підвищення стійкості корабля на курсі. При цьому максимальний кут перекладки стерна може бути невеликим (в межах 70-100°). Це технічне рішення дозволяє знизити потужність рульових машин. Наявність рознесених по ширині рулів сприяє пасивному зниженню рівня бортової хитавиці.
Маневреність корабля на малих ходах (наприклад, при швартуванні до причалу) забезпечується завдяки наявності в носовій частині підрулюючого пристрою HRP 200-65, потужністю 125 кВт виробництва фірми Holland Roer Propeller.

## Озброєння

### Радіоелектронне озброєння

#### БІУС

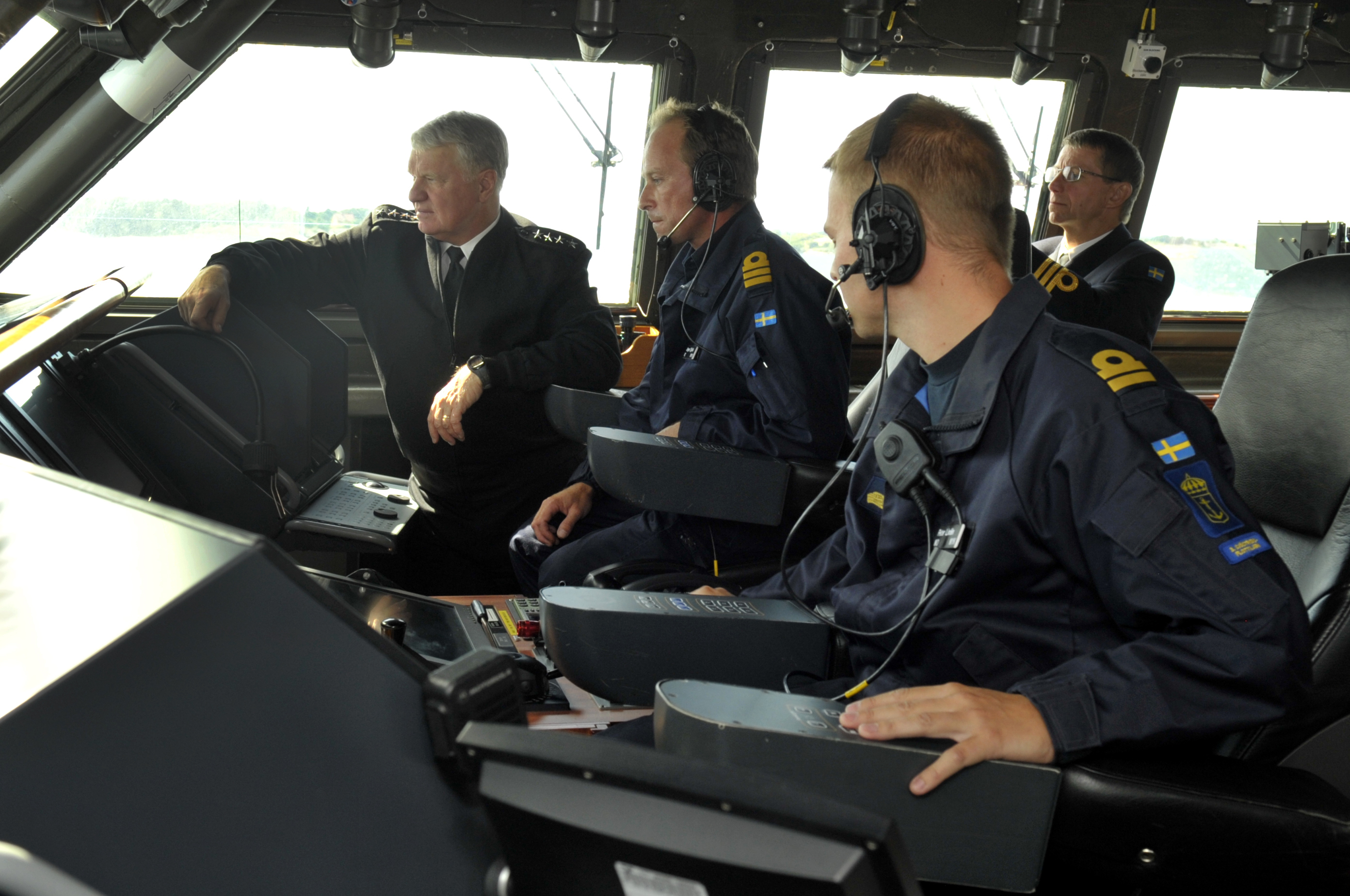
Ходова рубка

На кораблях типу встановлена система управління стрільбою (СУВ) 9LV Mk. 3E, яка включена в інтегровану бойову інформаційно-керуючу систему (БІУС).
БІУС на базі двох процесорів Intel Pentium, здійснює обробку інформації, ухвалення рішення і видачу даних на зброю. Програмне забезпечення написане на мовах С++ і Ada. Операційна система — Windows NT. Робочі місця операторів встановлені на ГКП і являють собою багатофункціональні пульти керування з двома 19-дюймовими моніторами, на яких відображається вся тактична інформація. Всі компоненти СУВ з'єднані між собою лініями оптоволоконного зв'язку в локальну мережу зі швидкістю передачі даних 100 Mb/с.
За деякими даними, до складу БІУС включена підсистема, що здійснює відстеження параметрів фізичних полів корвета і відображає їх у графічному вигляді. Це дозволяє командному складу корабля бути завжди поінформованим про те, наскільки корабель є «невидимим» для противника, і згідно з цим оперативно реагувати на зміну ситуації.

#### Радіоелектронні засоби
Основною радіолокаційною станцією загального виявлення корветів типу «Вісбю» є трикоординатна РЛС Ericsson «Sea Giraffe» AMB (Agile Multiple Beams). Робоча частота — 4-6 ГГц. Станція має дві основні частоти обертання — 30 обертів на хвилину в режимі спостереження і 60 обертів на хвилину в режимі видачі цілевказівки на зброю. Кут огляду станції по вертикалі становить близько 70°, по горизонталі — 360°. Антенний пост — стабілізований. Похибки радіопеленгування враховує та опрацьовує ЕОМ. РЛС здатна виявляти малі повітряні цілі на дистанції 32-45 миль.
РЛС управління вогнем CEROS 200 (раніше відома як Sea Viking) забезпечує цілевказівку і наведення ракетно-артилерійського озброєння. Робоча частота антенного поста в варіанті «стелс» 15,5-17,5 ГГц, ширина променя 1,5°. Антенний пост системи управління стабілізований, з кутовою швидкістю обертання 2 рад/с; висота антенного поста— близько 2 м, діаметр — 1,6 м.
Навігаційна РЛС виробництва концерну Saab Systems & Electronics може використовуватися як РЛС загального виявлення. Її робоча частота — 8-10 ГГц. Низька потужність випромінювання станції ускладнює її виявлення навіть при роботі в активному режимі. Навігаційний комплекс корабля також має здатність отримувати дані від супутникової системи GPS, що забезпечує визначення місцезнаходження корабля у режимі реального часу.
Система РЕР і РЕБ корвета діє в пасивному режимі і складається з трьох підсистем, що здійснюють виявлення інфрачервоного випромінювання, радіосигналів систем зв'язку і випромінювання від антенних комплексів різного призначення.

#### Гідроакустичні засоби
Для виконання завдань протичовнової оборони корвети типу «Вісбю» оснащуються гідроакустичним комплексом (ГАК) Hydra розробки канадської фірми Computing Devices Canada (CDC). ГАК інтегрує дані від пасивної буксируваної гідроакустичної станції (ГАС), активної опускаємої ГАС і активної підкильної ГАС, встановленої безпосередньо в корпусі корабля, а також дані пошукових дистанційно-керованих апаратів. ГАК здійснює виявлення і класифікацію цілей, визначає координати їх місцезнаходження та видає дані цілевказання на зброю.
Встановлена в корпусі корвета активна ГАС призначена для пошуку мін по курсу корабля та класифікації ПЧ. Її особливістю є вузький направлений промінь, який зводить до мінімуму можливість реверберації, яка може виникнути в мілких водах Балтики. У кормовій частині корабля знаходиться буксирувана ГАС, призначена для виявлення підводних човнів і надводних кораблів. ГАС являє собою звичайну гнучку протяжно-буксирувану антену (ГПБА) з кабель-тросом довжиною близько 1000 м, що дозволяє максимально віддалити ГПБА від джерел власного шуму. Там же в кормі знаходиться опускаєма ГАС із змінною робочою глибиною. Тіло ГАС опускається між водометами корвета на обрану оператором глибину за допомогою спеціального підйомно-опускного пристрою, здатного компенсувати вертикальні коливання корпусу корабля на хвилях. Опускаєма ГАС збільшує здатності всього гідроакустичного комплексу, працюючи під шаром стрибка. Також у разі потреби корвет може виставити бар'єр з гідроакустичних буїв.
Компанією Computing Devices Canada розроблена система самоконтролю для оцінки рівня власних шумів. Система складається з низки акустичних і вібраційних датчиків встановлених в різних місцях корабля.

### Засоби ураження

#### Артилерійське озброєння

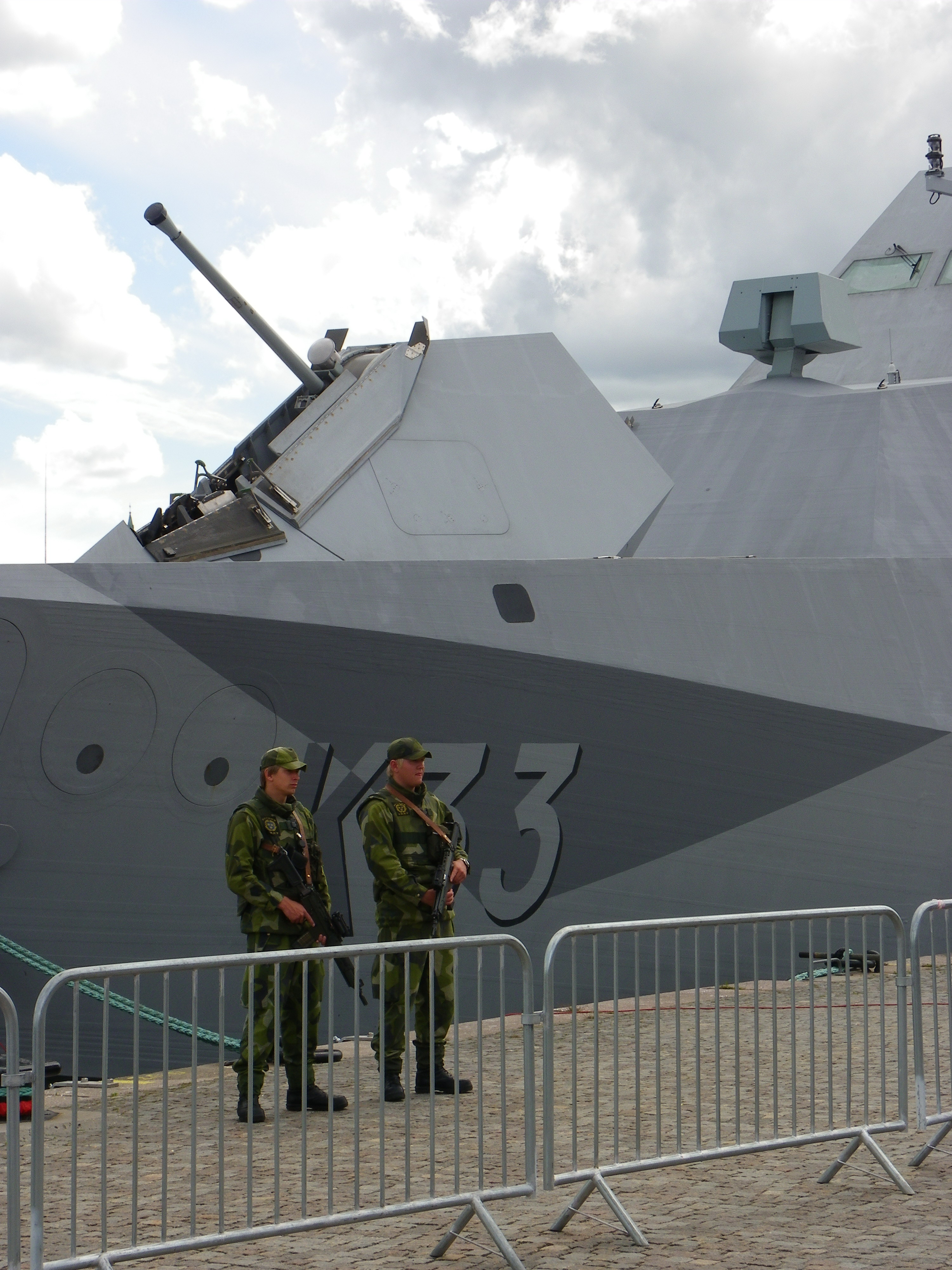
АК Bofors SAK 57 L/70 Mk3

Артилерійське озброєння корабля — універсальний автоматичний 57-мм артилерійський комплекс Bofors SAK 57 L/70 Mk3. На перших чотирьох кораблях типу «Вісбю» артилерійська установка складає основу протиповітряної і протиракетної оборони. Одногарматна башта виконана за технологією «стелс»: в походному положенні вона опускається в корпус і закривається спеціальними шторками. Габаритні розміри башти 8000×4200×2500 мм, вага гармати без боєзапасу — 7000 кг, максимальна швидкість вертикальної наводки — 44 град/с, горизонтальної — 57 град/с. Скорострільність — 220 пострілів на хвилину. Боєкомплект складається з 240 пострілів, з яких 120 готові до стрільби, а спорядження магазину другої частини боєкомплекту займає не більше двох хвилин. Головною особливістю артилерійської установки є її здатність до застосування програмованих, осколкових і дистанційних боєприпасів, які в залежності від типу цілі можуть діяти як звичайні осколкові снаряди (з дистанційним підривачем), або як бронебійні (детонатор зі сповільнювачем для ураження легкоброньованих цілей). Такий снаряд складається з 2400 уражаючих елементів у вигляді вольфрамових кульок діаметром 3 мм. Іншими стандартними боєприпасами для гармати мають стати снаряди зі збільшеною дальністю стрільби для використання проти надводних і берегових цілей на дальностях до 17 000 м (при ефективній дальності стрільби звичайними снарядами 10 000-11 000 м).

#### Керована ракетна зброя
Протикорабельні крилаті ракети RBS 15M Mk.2 планується включити до складу озброєння тільки корветів типу «Вісбю», модернізованих за версією V.5. Корвети будуть оснащені двома чотирьохконтейнерними пусковими установками цих ракет, які передбачається розмістити зі зміщенням (у шаховому порядку) в середній частині корпусу корабля. Пуск ракет передбачається здійснювати способом мінометного старту (пороховий акумулятор тиску — заряд вибухової речовини методом підриву «виштовхує» ракету з пускової установки на певну висоту, де безпечно для корабля запускаються її маршові двигуни). Для забезпечення пуску протикорабельних ракет в бортах корвета передбачені великі прямокутні порти, повністю прикриті в поході спеціальними закриттями врівень з основним корпусом.
Габаритна висота двоконтейнерна пускової установки становить 3850 мм, габаритні розміри контейнера 4500×1000×1000 мм. Пускові установки мають овальну форму в поперечному розрізі, вага двоконтейнерної пускової установки становить близько 1500 кг. Крилата ракета RBS 15 Mk.2 має масу 620 кг без стартових прискорювачів, довжину 4350 мм, діаметр корпусу 500 мм, розмах крила 1400 мм і масу фугасною полубронебійної бойової частини 200 кг. Дальність польоту ракети близько 70 км при максимальній швидкості 0,85 Маха. Ракета оснащена інерційною системою управління з активною радіолокаційною головкою самонаведення Celsius Tech 9GR400, що працює в діапазоні частот 12-18 ГГц.
Зенітне кероване ракетне озброєння планується також встановити тільки на кораблі в ударному варіанті. Як перспективний комплекс протиракетної оборони для корвета обраний Saab Bofors Dynamics RBS 23 BAMSE. Він має максимальну дальність застосування 15 000 м і стелю застосування 15 000 м. Зенітні ракети мають довжину 2500 мм, діаметр 105/320 мм, масу 85 кг. Пуск ракет здійснюється з вертикальних пускових установок, встановлених за надбудовою на місці вертолітного ангара.

#### Протичовнове озброєння
Торпедне озброєння корветів — чотири легкознімних палубних контейнери-торпедні апарати, що мають габарити 3830×610×850 мм і масу без торпеди 420 кг. ТА розташовані побортно в кормовій частині корпусу, за вертолітним ангаром, і закритих спеціальними лацпортами. Стрільба універсальними малогабаритними керованими торпедами TP 43 або Tp 45 здійснюється стисненим повітрям. Дальність ходу торпед досягає 20 км при дальності стрільби 8-10 км.
Крім того, корвети мають на озброєнні по два 127-мм реактивних бомбометних установок Alecto, розміщених в носі корабля під палубою в районі гарматної башти. РБУ спроектовані як універсальні: крім виконання бомбометання по підводним човнам вони пристосовані до протиторпедної боротьби і постановки пасивних перешкод у верхній півсфері (дипольні відбивачі і інфрачервоні пастки).

#### Протимінне озброєння
Протимінне озброєння корветів призначене для виявлення, класифікації та знищення морських мін в прибережних і шхерних районах. Протимінну боротьбу передбачається вести як активними, так і пасивними засобами. До пасивних засобів відносяться зведені до мінімуму сигнатури фізичних полів корабля, які могли б вплинути на спрацьовування детонаторів морських мін. До активних засобів відносяться два дистанційно керованих високоманеврених підводних апарати (ROV-S) Bofors «Double Eagle» Mk. 8. Ці апарати можуть обладнуватися гідроакустичною станцією міношукання TSM-2022 Mk. 3, відеокамерою, різаком для підрізання мінрепів, телескопічним маніпулятором, руйнівним зарядом середньої маси. Дистанційні апарати можуть застосовуватися і як самохідні гідроакустичні станції змінної глибини. Габарити апарата — 2100×1300×500 мм — дозволяють розміщувати їх на невеликих кораблях. Живлення, а також акустична та оптична інформація передається по кабелю довжиною близько 1000 м. Швидкість пересування апаратів — понад 6 вузлів. Постановка і повернення їх на корабель можливі при хвилюванні моря до чотирьох балів. Маса апарату не перевищує 340 кг, маса корисного навантаження — 80 кг, загальна маса протимінного комплексу — 1050 кг. У типовій мінний комплекс входить два апарати — один з ГАС, другий з руйнівним зарядом.

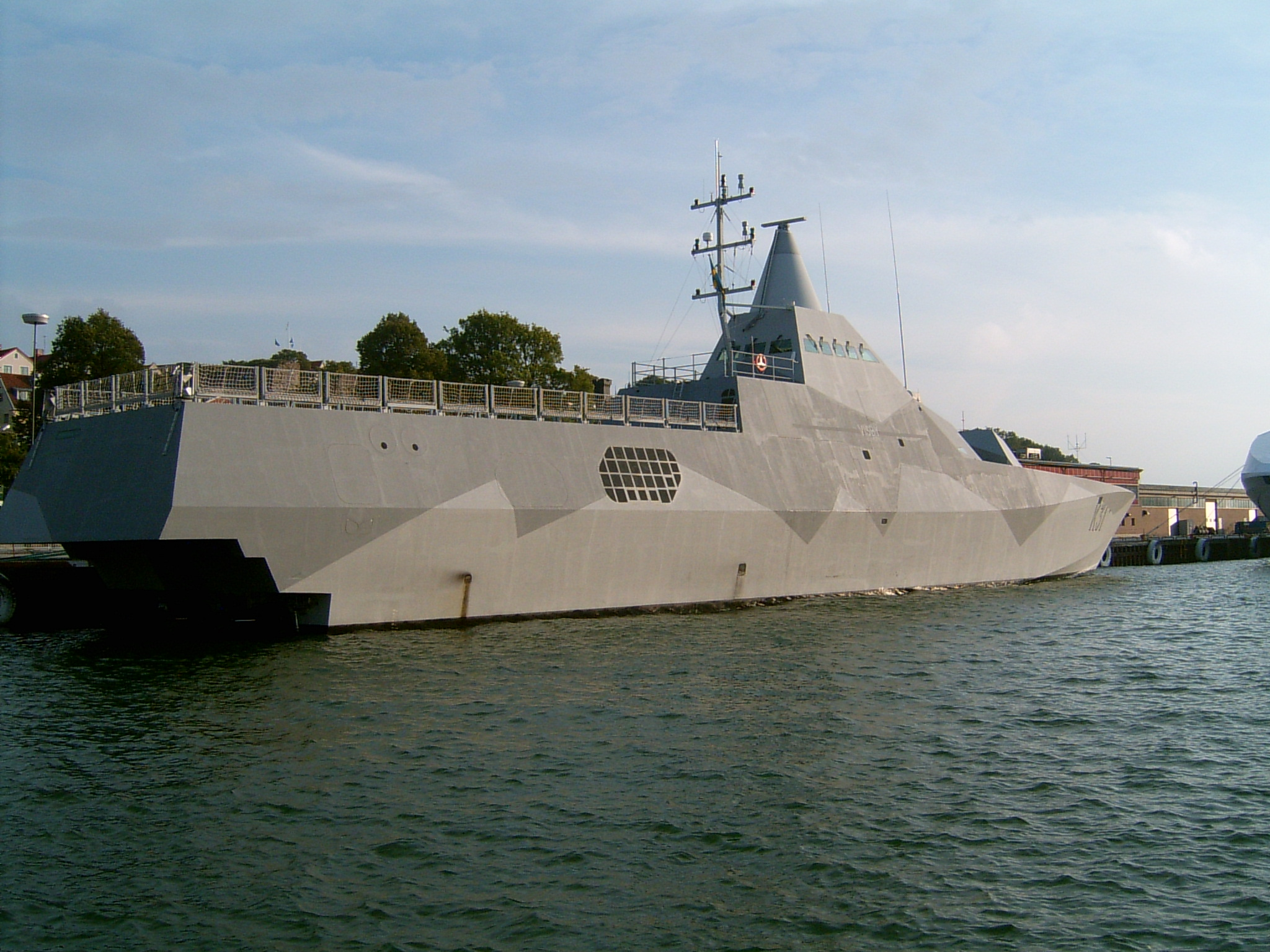
Вид корабля з корми. Польотна палуба

Незважаючи на те, що апарати «Double Eagle» можуть самостійно знищувати виявлені міни, як винищувач мін (ROV-E) на кораблях мається підводний апарат STN Atlas Elektronik «Seafox». Цей апарат обладнаний бортовою відеокамерою і прожектором; після отримання підтвердження ідентифікації виявленого об'єкту як морської міни, оператор протимінного комплексу знищує міну разом з апаратом. Є можливість використання цього апарата з вертольота. При масі 40 кг і довжині 1300 мм апарат має швидкість ходу 6 вузлів і дальність дії понад 500 м.

### Палубна авіація
На корветах типу «Вісбю» в протичовновому варіанті передбачене базування гелікоптера Augusta A109 «Military». На зовнішній підвісці вертоліт здатний нести морські міни, торпеди, некеровані ракетні снаряди, можлива підвіска гідроакустичної станції, що опускається. Вертолітний ангар розміщений на всіх «протичовнових» корветах типу «Вісбю», окрім головного. На кораблях маються цистерни для необхідної кількості авіаційного палива. Простора польотна палуба корвета може бути використана для базування безпілотних літальних апаратів (БПЛА) з метою виконання функції цілевказівки для ударного комплексу корабля.

## Міжнародна кооперація при виробництві
| Система                                  | Країна          | Виробник                  | Примітки                              |
| ---------------------------------------- | --------------- | ------------------------- | ------------------------------------- |
| Радіоелектроніка                         |                 |                           |                                       |
| Бойова інформаційно-керуюча система      | США             | Microsoft                 | 9LV Cetris Command на базі Windows NT |
| Багатофункціональна РЛС                  | Швеція          | Saab                      | Ericsson Sea Giraffe AMB 3-D          |
| РЛС управління вогнем                    | Швеція          | Saab                      | Saab CEROS 200                        |
| Навігаційна РЛС                          | Франція         | Thales Group              | SCANTER 2001                          |
| Засоби РЕР і РЕБ                         | США             | EDO Corporatiom           | Condor CS-3701                        |
| Оптоелектронні засоби                    | Швеція          | Saab                      | Saab CEROS 200                        |
| Гідроакустичний комплекс                 | США             | General Dynamics          | Hydra                                 |
| Буксируєма ГАС                           | США             | Hydroscience Technologies |                                       |
| Комплексна системи зв'язку               | Данія           | Maersk Data Defence       | DINA                                  |
| Система передачі даних Link-11 y Link-22 | Данія           | Maersk Data Defence       | DINA                                  |
| Система передачі і обробки даних РГАБ    | Іспанія         | SAES                      | SDL-SS                                |
| Система РЕБ                              | США             | EDO Corporation           |                                       |
| Основне озброєння                        |                 |                           |                                       |
| Артилерійський комплекс                  | Швеція          | Saab Bofors Dynamics      | Bofors SAK 57 L/70 Mk3                |
| Протикорабельний ракетний комплекс       | Швеція          | Saab Bofors Dynamics      | RBS 15M Mk.2                          |
| Торпедне озброєння                       | Швеція          | Saab Bofors Dynamics      | 2 × 2 400 мм ASW                      |
| Зенітний ракетно-артилерійський комплекс | Німеччина       | Rheinmetall               | MASS (multi-ammuntion softkill)       |
| Електромеханічне обладнання              |                 |                           |                                       |
| Газові турбіни                           | США             | Honeywell                 | 4 газові турбіни TF50A по 4000 кВт    |
| Дизельні двигуни                         | Німеччина       | MTU Friedrichshafen       | 2 дизелі MTU 16V 2000 N90 по 1300 кВт |
| Водомети                                 | Велика Британія | KaMeWa                    | 2 водометні рушії                     |